# Три камня (Крконоше)
Три камня (нем. Dreisteine), Паломники (пол. Pielgrzymy) или Тши-Турне — скальное образование из трещиноватого гранита высотой до 25 м, расположенное в горах Крконоше. Три камня расположены в восточной части Силезских Бескид, на их северо-восточном склоне на высоте 1204 м над уровнем моря, к югу от Боровице, несколько ниже озера Вельки-Став.

## Строение и образование
Три камня состоят из трех крупных групп скал, а также ряда более мелких отдельных блоков. Скалы испещрены многочисленными трещинами, имеются также котлы выдувания, а также иные проявления выветривания и других геологических и геоморфологических явлений. Трещины в граните разделяют скальный массив на отдельные глыбы округлой кубической формы, расширяющиеся при приближении к поверхности. 
Образование такого скального массива связано с процессами выветривания. В прошлые геологические эпохи, когда климат в Центральной Европе был более тёплым и влажным, гранит подвергался химическому выветриванию, приводившему к образованию дресвы, по свойствам похожей на гравий или песок, глубиной несколько метров. Дальнейшее распространение выветривания по трещинам приводило к образованию глыб гранита правильной кубической формы. Позже, в процессе изменения климата, дресва удаляется под воздействием процессов денудации, обнажая скальную породу. В настоящее время воздействие процессов выветривания, в основном морозного, на скалы продолжается, в результате чего происходит разрушение скальной породы с образованием щебня.

## В искусстве
Скалы запечатлены на картине художника романтического направления Карла Каруса «Три камня в Исполиновых горах».